# 直布羅陀鎊
直布羅陀鎊 （貨幣編號: GIP）是直布羅陀的法定貨幣。與英鎊等值。 自1927年起，直布羅陀開始發行自己的貨幣。理論上直布羅陀鎊可在英國本土等價交換。

## 流通中的貨幣

### 硬幣
- 1 便士
  - 正面：伊麗莎白二世、國家名稱、年份
  - 背面：巴巴里鷓鴣、面值
- 2 便士
  - 正面：伊麗莎白二世、國家名稱、年份
  - 背面：燈塔、面值
- 5 便士
  - 正面：伊麗莎白二世、國家名稱、年份
  - 背面：直布羅陀獼猴、直布羅陀屈曲花、面值
- 10 便士
  - 正面：伊麗莎白二世、國家名稱、年份
  - 背面：港口、面值
- 20 便士
  - 正面：伊麗莎白二世、國家名稱、年份
  - 背面：歐洲聖母、面值
- 50 便士
  - 正面：伊麗莎白二世、國家名稱、年份
  - 背面：寬吻海豚屬、面值
- 1 鎊
  - 正面：伊麗莎白二世、國家名稱、年份
  - 背面：直布羅陀國徽、面值
- 2 鎊
  - 正面：伊麗莎白二世、國家名稱、年份
  - 背面：海格力斯之柱、面值

### 紙幣

直布羅陀現在使用的紙幣系列。

- 5 鎊
  - 正面：伊麗莎白二世
  - 背面：摩爾城堡
- 10 鎊
  - 正面：伊麗莎白二世
  - 背面：大圍攻
- 20 鎊
  - 正面：伊麗莎白二世
  - 背面：勝利號戰艦返回直布羅陀
- 50 鎊
  - 正面：伊麗莎白二世
  - 背面：城堡廣場
- 100 鎊
  - 正面：伊麗莎白二世
  - 背面：國王堡壘的中心

## 外部連結
- 唐的世界硬币画廊：Gibraltar
- 罗恩·怀斯的世界纸币：Gibraltar 镜像网站
- 环球货币历史：Gibraltar
- 《环球金融资料》货币历史表格（ 微软试算表格式）
- 直布罗陀钞票 （页面存档备份，存于） （英文）（德文）